# Aderus jeanneli
Aderus jeanneli é uma espécie de inseto besouro da família Aderidae. Foi descrita cientificamente por Maurice Pic em 1914.

## Distribuição geográfica
Habita na Tanzânia.